# Ditrysia
Ditrysia är en naturlig grupp eller klad av insekter i ordningen fjärilar (Lepidoptera) som innehåller både dagfjärilar och nattfjärilar. Runt 98 procent av alla fjärilsarter hör till Ditrysia.